# Автошлях Т 2512
Автошля́х Т 2512 — автомобільний шлях територіального значення у Чернігівській області. Пролягає територією Ріпкинського, Городнянського, Сновського, Корюківського та Семенівського районів через Ріпки — Городню — Сновськ — Корюківку — Холми — Семенівку. Загальна довжина — 147,5 км. Відповідно до постанови Кабінету Міністрів України від 30 січня 2019 року шлях був скасований, він увійшов до складу новоутвореного шляху регіонального значення Р83.

## Маршрут
Автошлях проходить через такі населені пункти:
| Автошлях Т 2512      |                          |
| Чернігівська область |                          |
| Ріпкинський район    |                          |
| Ріпки                | E95М01Т 2537             |
| Буянки               |                          |
| Вишневе              |                          |
| Чумак                |                          |
| Городнянський район  |                          |
| Бурівка              |                          |
| Тупичів              |                          |
| Великий Листвен      |                          |
| Пекурівка            |                          |
| Політрудня           | Н28                      |
| Городня              |                          |
| Вокзал-Городня       |                          |
| Сновський район      |                          |
| Хотуничі             |                          |
| Камка                |                          |
| Гвоздиківка          |                          |
| Сновськ              | Т 2518                   |
| Великий Щимель       |                          |
| Корюківський район   |                          |
| Соснівка             |                          |
| Маховики             |                          |
| Корюківка            | Т 2534Т 2536Т 2557Т 2558 |
| Тельне               |                          |
| Сядрине              |                          |
| Олешня               |                          |
| Холми                | Т 2519                   |
| Семенівський район   |                          |
| Чорний Ріг           |                          |
| Іванине              |                          |
| Жадове               |                          |
| Семенівка            | Р65                      |